# Boletina nigricans
Boletina nigricans är en tvåvingeart som beskrevs av Dziedzicki 1885. Boletina nigricans ingår i släktet Boletina och familjen svampmyggor. Arten är reproducerande i Sverige. Inga underarter finns listade i Catalogue of Life.